# Tereza Turnerová
Tereza Turnerová (21. října 1872 Liberec – 26. dubna 1951 Praha) byl česká pedagožka, spisovatelka, básnířka, překladatelka, novinářka a feministka.  

## Život
Narodila se roku 1872 v Liberci, městě s významnou německou komunitou. Působila jako novinářka a spisovatelka v Praze. Nejpozději od začátku 20. století začala publikovat své články či především povídková díla v několika českých periodikách, ve Světozoru, Českém světě, Ženském obzoru a dalších. Věnovala se také tvorbě překladů, mj. z ukrajinštiny (Olha Kobyljanska). Vedla ženskou rubriku v deníku České slovo. 
Angažovala se rovněž v českém ženském hnutí. Roku 1913 se podílela na vzniku Svazu ženských spolků českých.
Tereza Turnerová zemřela 26. dubna 1951 v Praze ve věku 78 let.

## Dílo (výběr)
- Jitra a soumraky (povídky z let 1903-1908, 1908)

### Překlady (výběr)
- O. Kobyljanska: Maloruské povídky (1906)
- O. Kobyljanska: Cikánova láska (1924)